# マフムート・ムラドフ
マフムート・ムラドフ（ロシア語: Махмуд Мурадов、タジク語・ウズベク語: Маҳмуд Мурадов、英語: Makhmud Muradov、1990年2月8日 - ）は、ウズベキスタンとタジキスタンの男性総合格闘家、元キックボクサー。タジク・ソビエト社会主義共和国ドゥシャンベ出身。ザ・マネー・チーム所属。

## 来歴
タジク・ソビエト社会主義共和国（現タジキスタン共和国）ドゥシャンベで、タジク人の父親とウズベク・ソビエト社会主義共和国出身の母親の間に生まれる。タジキスタン内戦が勃発したため1993年に家族でウズベキスタンに亡命。2019年にウズベキスタンの市民権を取得した。
幼少期にボクシングを始め、キックボクシングではK-1ルールのウズベキスタン国内ジュニア王者に輝いた。
父親が自動車事故の後遺症で介護を要する状態となったため、家族を養うために15歳の時に学校を中退して働きに出た。17歳からコンバットサンボを始め、同時にシベリアで警備員として働き始めたが、警備の勤務中にナイフで刺されたり、銃撃されるなどトラブルが絶えなかったため、ウズベキスタンに帰国。帰国したウズベキスタンではコンバットサンボで収入を得られるようになるが、より高収入の仕事を探すために19歳の時にチェコの首都プラハへ移住する。建設現場の作業員、清掃員、ウェイターなど様々な仕事をしながら、無料でジムでの寝泊まりとトレーニングをやらせてもらえる格闘技ジムを見つけ、ムエタイと総合格闘技を始めた。

### 総合格闘技
2012年、プロ総合格闘技デビュー。様々な団体で経験を積み、28戦22勝の戦績を残す。

#### UFC
2019年9月28日、UFC初参戦となったUFC Fight Night: Hermansson vs. Cannonierでアレッシオ・ディ・キリコと対戦し、3-0の判定勝ち。
2019年12月7日、UFC on ESPN: Overeem vs. Rozenstruikでトレバー・スミスと対戦し、右フックで3RKO勝ち。パフォーマンス・オブ・ザ・ナイトを受賞した。
2021年1月24日、UFC 257でアンドリュー・サンチェスと対戦。3Rに右フックでぐらつかせ、追撃のスタンドパンチ連打でTKO勝ち。2試合連続のパフォーマンス・オブ・ザ・ナイトを受賞した。

## 人物・エピソード
- ボクシング世界五階級制覇王者のフロイド・メイウェザー・ジュニアが2017年3月にチェコを訪れた際に知り合うと友人となり、2018年2月にメイウェザーが主宰するボクシングプロモーション「ザ・マネー・チーム」（TMT）と、総合格闘家として初めて契約した[2]。メイウェザーは所属選手のムラドフについて「MMA史上最高のファイターだ」と発言している[3]。
- 試合前になるとネバダ州ラスベガスのメイウェザーのボクシングジムや打撃コーチであるデューウィー・クーパーのジムでトレーニングを行っており、メイウェザーから直接指導を受けることもある。
- 自分自身のことを「チェコの心を持ったウズベク人」や「ウズベキスタン出身のチェコ人」と呼ぶほど、在住しているチェコとプラハに思い入れが大変強いため、メイウェザーからラスベガスへの移住を勧められているが断っている。
- 語学に堪能でウズベク語、チェコ語、ロシア語、英語、ポーランド語、アラビア語を話すことが出来る。
- チェコの歌手モニカ・バガロワ（英語版）と交際しており、2020年5月には彼女との間に娘をもうけている。

## 戦績
| 総合格闘技 戦績 | 総合格闘技 戦績 | 総合格闘技 戦績 | 総合格闘技 戦績 | 総合格闘技 戦績 | 総合格闘技 戦績 | 総合格闘技 戦績 |
| --------------- | --------------- | --------------- | --------------- | --------------- | --------------- | --------------- |
| 35 試合         | (T)KO           | 一本            | 判定            | その他          | 引き分け        | 無効試合        |
| 26 勝           | 17              | 3               | 6               | 0               | 0               | 1               |
| 8 敗            | 1               | 4               | 3               | 0               | 0               | 1               |

| 勝敗 | 対戦相手                             | 試合結果                                   | 大会名                                                              | 開催年月日     |
| －   | アリアスカブ・キズリエフ             | 1R 0:11 ノーコンテスト（偶発的なサミング） | UFC Fight Night: Dolidze vs. Imavov                                 | 2024年2月3日   |
| ○    | ブライアン・バーバリーナ             | 5分3R終了 判定3-0                          | UFC Fight Night: Aspinall vs. Tybura                                | 2023年7月22日  |
| ×    | カイオ・ボハーリョ                   | 5分3R終了 判定0-3                          | UFC 280: Oliveira vs. Makhachev                                     | 2022年10月22日 |
| ×    | ジェラルド・マーシャート             | 2R 1:49 リアネイキドチョーク               | UFC on ESPN 30: Barboza vs. Chikadze                                | 2021年8月28日  |
| ○    | アンドリュー・サンチェス             | 3R 2:59 TKO（スタンドパンチ連打）          | UFC 257: Poirier vs. McGregor 2                                     | 2021年1月24日  |
| ○    | トレバー・スミス                     | 3R 4:09 KO（右フック）                     | UFC on ESPN 7: Overeem vs. Rozenstruik                              | 2019年12月7日  |
| ○    | アレッシオ・ディ・キリコ             | 5分3R終了 判定3-0                          | UFC Fight Night: Hermansson vs. Cannonier                           | 2019年9月28日  |
| ○    | ヴェンデル・デ・オリベイラ・マルケス | 2R 1:56 KO（パウンド）                     | Oktagon 13                                                          | 2019年7月27日  |
| ○    | アルベルト・エミリアーノ・ペレイラ   | 1R 3:34 TKO（右フック→パウンド）           | Oktagon 12                                                          | 2019年6月8日   |
| ○    | タト・プリメーラ                     | 2R 0:18 KO（右アッパー）                   | Night of Warriors 15 【WASOヨーロピアンミドル級タイトルマッチ】     | 2019年4月6日   |
| ○    | ディエゴ・ゴンザレス                 | 5分3R終了 判定3-0                          | XFN 17                                                              | 2019年3月16日  |
| ○    | グジェゴシュ・シーウィー             | 3R 4:50 KO（右ストレート）                 | XFN 15                                                              | 2018年12月27日 |
| ○    | デヤン・トパルスキー                 | 1R 4:27 TKO（パウンド）                    | XFN 12 【XFNミドル級タイトルマッチ】                                | 2018年10月6日  |
| ○    | デビッド・ラミレス                   | 2R 0:30 TKO（パウンド）                    | XFN 11: Back to the O2 Arena 【XFNミドル級タイトルマッチ】          | 2018年6月28日  |
| ○    | エドヴァルド・デ・オリベイラ         | 2R 4:42 TKO（グラウンドの肘打ち連打）      | XFN 8: Vémola vs. Sloane                                            | 2018年3月3日   |
| ○    | トマシュ・ペンツ                     | 1R 4:20 TKO（グラウンドの肘打ち連打）      | XFN 6                                                               | 2017年12月7日  |
| ○    | ゾラン・ドッド                       | 5分3R終了 判定3-0                          | XFN 3 【XFNミドル級暫定王座決定戦】                                 | 2017年6月25日  |
| ○    | ショタ・ヴァザリア                   | 3R 2:07 TKO（右フック→パウンド）           | Simply the Best 14                                                  | 2017年4月18日  |
| ×    | デビッド・ラミレス                   | 2R 1:19 TKO（鎖骨の負傷）                  | XFN 2 【XFNインターコンチネンタルミドル級タイトルマッチ】           | 2016年12月18日 |
| ○    | ダミアン・チャンゼル                 | 1R 1:36 フォーアームチョーク               | Night of Warriors 10                                                | 2016年11月5日  |
| ○    | ハファエル・シウバ                   | 5分3R終了 判定3-0                          | XFN 1                                                               | 2016年6月12日  |
| ○    | トマシュ・クジェラ                   | 5分3R終了 判定3-0                          | Night of Warriors 9 【WKNインターナショナルミドル級タイトルマッチ】 | 2016年3月19日  |
| ○    | アンドレアス・バーゲルス             | 3R 3:35 TKO（パウンド）                    | Caveam: Bitva Roku 2015 【Caveamナショナルミドル級タイトルマッチ】  | 2015年3月19日  |
| ×    | マイェイ・ロザンスキー               | 5分3R終了 判定0-3                          | Fighting Zone: Cage Time 1                                          | 2014年12月10日 |
| ○    | イシュトヴァン・トス                 | 1R 2:20 リアネイキドチョーク               | CMTA Pardál Gladiators Night Cage 3                                 | 2014年5月24日  |
| ○    | クリストフ・クレパッチ               | 1R 3:48 TKO（パウンド）                    | MMAA Aréna 3                                                        | 2014年3月7日   |
| ×    | リビオ・ビクトリアノ                 | 1R 3:40 三角絞め                           | MMAA Aréna 2: Vémola vs. Kníže                                      | 2013年12月10日 |
| ○    | ピーター・チャプコビッチ             | 2R 2:37 ギロチンチョーク                   | Fight Explosion: Return Of Kings                                    | 2013年12月6日  |
| ×    | マイェイ・ロザンスキー               | 2R 0:45 ギロチンチョーク                   | BA 3: The Rebirth                                                   | 2013年5月11日  |
| ○    | パボル・ランガー                     | 1R 3:30 TKO（パウンド）                    | CMTA Trutnovs Night Of Gladiators                                   | 2013年2月7日   |
| ×    | マルチン・クリストファーク           | 5分2R終了 判定1-2                          | MFC 5                                                               | 2012年12月8日  |
| ○    | クリストフ・スタインマン             | 1R終了 判定3-0                             | Cage XFC: International Lake Constance Cup 2                        | 2012年10月20日 |
| ×    | カミル・チビンスキー                 | 1R 1:57 腕ひしぎ十字固め                   | MMAA Aréna                                                          | 2012年9月30日  |
| ○    | フランシスコ・シウバ                 | 3R 1:05 TKO（右ストレート→パウンド）       | CMTA Pardál Gladiators Night Cage                                   | 2012年5月19日  |
| ○    | パトリク・ジェヴィッキー             | 1R 0:26 TKO（パウンド）                    | K1 Empress League: Round 2                                          | 2012年4月29日  |

## 獲得タイトル
- XFNミドル級王座（2017年）
- WKNインターナショナルミドル級王座（2016年）
- Caveamナショナルミドル級王座（2015年）

## 表彰
- UFCパフォーマンス・オブ・ザ・ナイト（2回）